# Crochet rétroflexe
Le crochet rétroflexe ou hameçon rétroflexe ‹ ◌̢ › est un signe diacritique utilisé dans l'Alphabet phonétique international et dans l’Alphabet dialectal suédois.

## Utilisation
Le crochet rétroflexe est utilisé dans l’Alphabet dialectal suédois de Johan August Lundell pour les consonnes supra-dentales ‹ ʈ ɖ ʂ ɭ ɳ › en 1878 et ‹ ʈ ɖ ʂ ʐ ɭ ɳ › ainsi que deux symboles supplémentaires en 1928.
Le crochet rétroflexe est officiellement adopté pour noter les consonnes rétroflexes [ʈ ɖ ɳ ɭ ɽ ʂ ʐ] dans l’alphabet phonétique international en 1927, après la conférence de Copenhague de 1925 organisée par Otto Jespersen. Le crochet rétroflexe est aussi adopté comme diacritique pour les voyelles rhotiques en 1945 ‹ ᶏ ᶐ ᶒ ᶓ ᶔ ᶕ ᶖ 𝼚 𝼛 ᶗ ᶙ ›, mais est abandonné en 1976 et est remplacé par le crochet rhotique pour ces voyelles en 1989. Le symbole r culbuté crochet rétroflexe ‹ ɻ › et adopté en 1973 pour transcrire la consonne spirante rétroflexe voisée [ɻ]. Le crochet rétroflexe est aussi utilisé dans plusieurs symboles API non standard ‹ 𝼉 ᶑ 𝼈 ᶘ ᶚ 𝼊 › ou des extensions de l’API ‹ 𝼅 ꞎ ›.

Voyelles rhotiques tel que présentées par Daniel Jones en octobre-décembre 1940 dans le Maître phonétique.